# Brazilian bass
Il Brazilian bass è uno dei sottogeneri del house music, creato nella città di Brasilia, capitale del Brasile. Le sue origini sono attribuite ai brani del DJ brasiliano Alok BYOB e Hear Me Now, entrambi del 2016.

## Caratteristiche
Il brazilian bass è noto per avere il ritmo dello stile musicale deep house con la combinazione di techno e bass house. I tempi di battuta delle canzoni di questo genere vanno tipicamente da 120 a 126 BPM. Il genere è caratterizzato da linee di basso incisive, facilmente distinguibili, e che spesso fanno uso di effetti di filtro. L'uso di vecchie registrazioni è sovente presente nei pezzi di questo sottogenere, il che ha portato critiche da parte di dj deep house e trap, poiché ritengono che le violazioni di diritto d'autore sono all'ordine del giorno.

## Artisti e dischi
Alcuni dei protagonisti e precursori di questo genere musicale sono: Alok, Sevenn e Bruno Martini. Le principali etichette che promuovono questo stile musicale sono Spinnin' Records e Universal Music Brazil.